# 维莱·里托拉
维莱·里托拉（芬蘭語：Ville Ritola，1896年1月18日—1982年4月24日），芬兰男子田径运动员，主攻长跑。他曾代表芬兰参加1924年和1928年夏季奥林匹克运动会田径比赛，获得五枚金牌和三枚银牌。